# Vendelstil

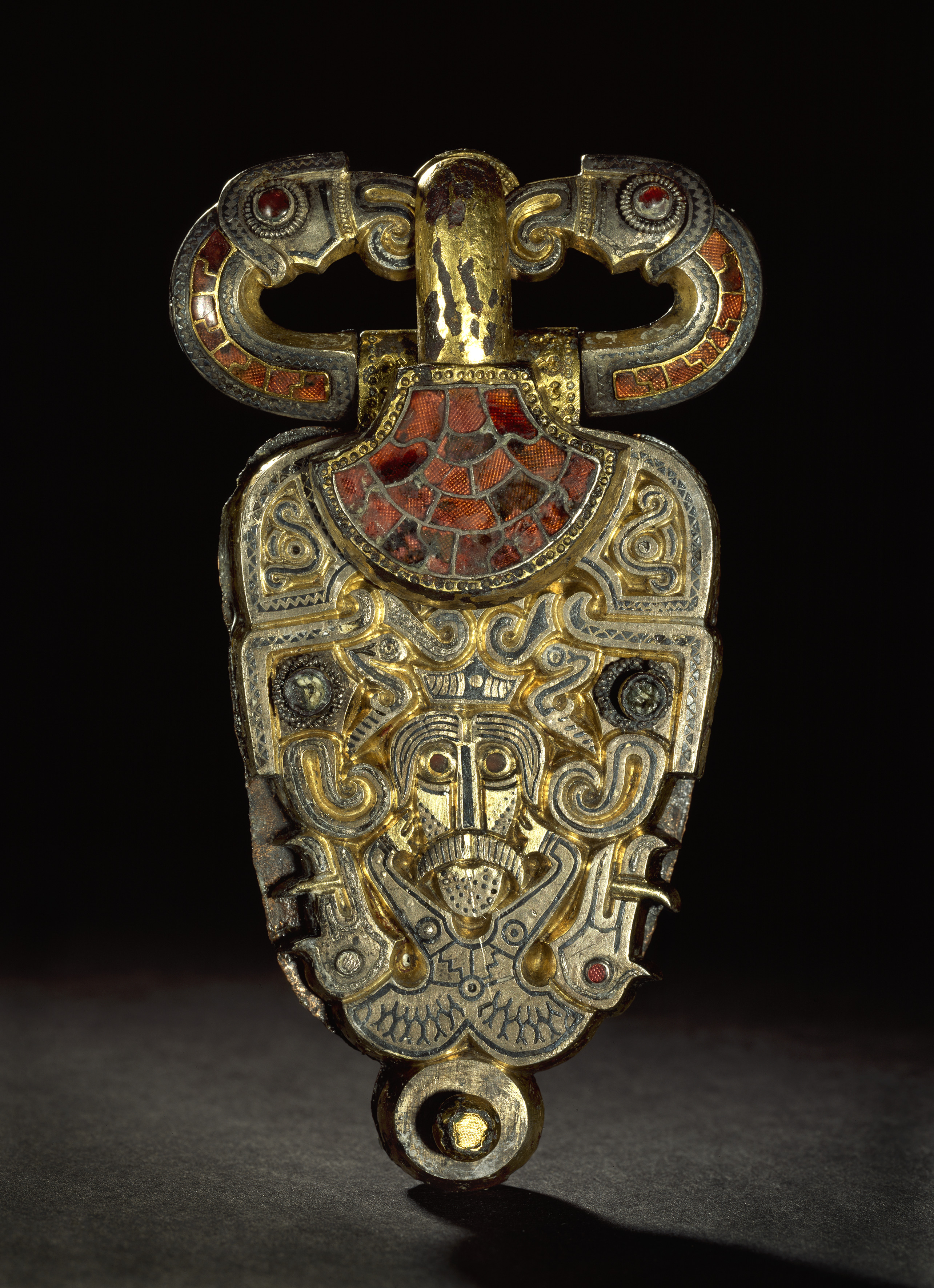
Gürtelschnalle mit Vendel-Ornamenten

Der Vendelstil ist die, nach dem bei Uppsala in Schweden gelegenen Fundort Vendel bezeichnete, skandinavische Variante der germanischen Tierornamentik während der Vendelzeit (550–800 n. Chr.) in Schweden.
Es werden fünf Varianten unterschieden, die sich chronologisch überschneiden. Sie werden mit Vendel A-E gekennzeichnet. Zuweilen wird auch verkürzend vom älteren (550–650 n. Chr.) und jüngeren Vendelstil (650–800 n. Chr.) gesprochen. 

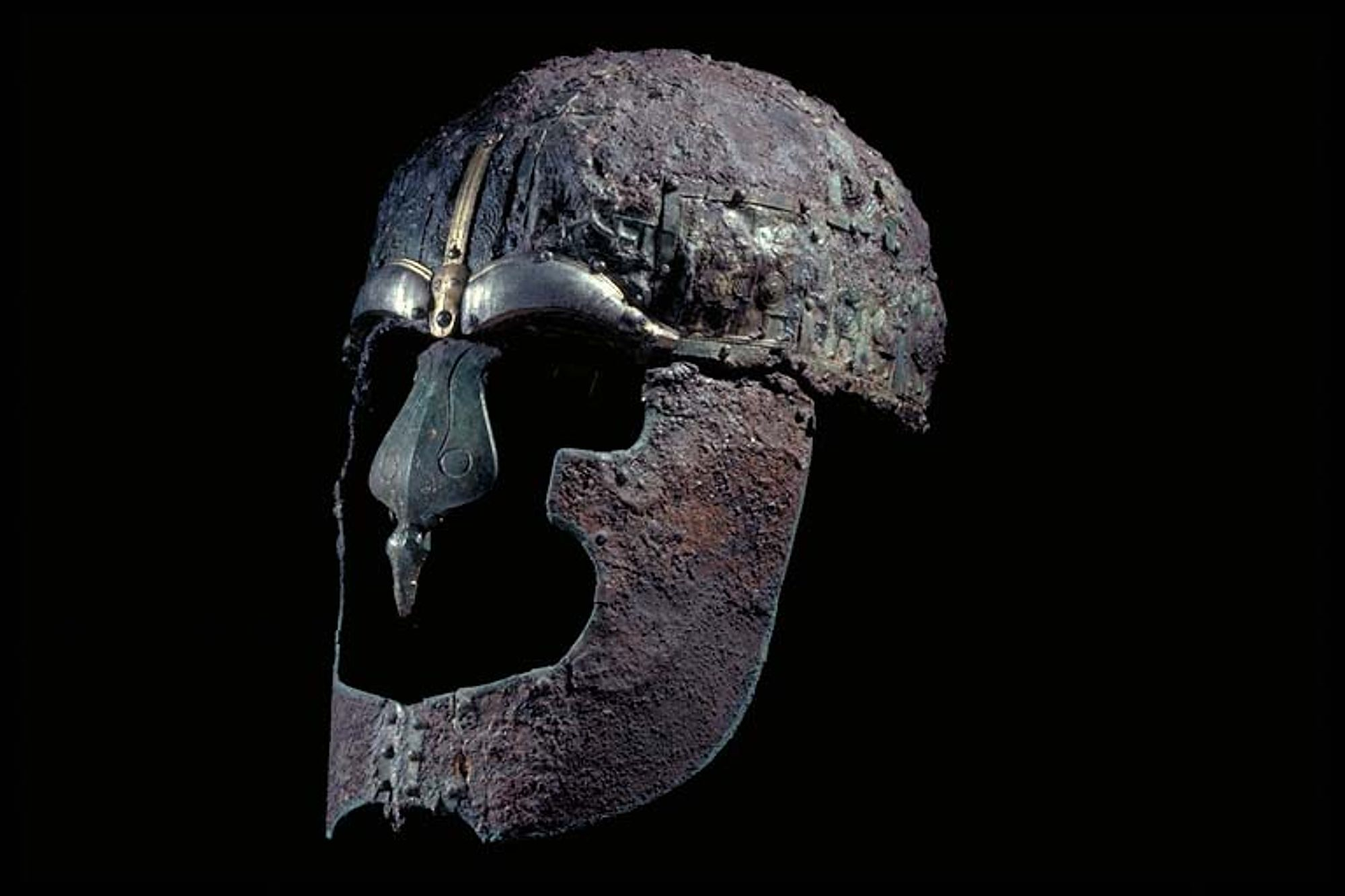
Vendelhelm XIV

Der Vendelstil findet sich primär auf Fibeln und Metallbeschlägen, die vor allem in den Bootsgräbern gefunden wurden. Er erinnert an die seit dem 7. Jahrhundert im angelsächsischen Raum verbreitete Tierornamentik. 
- Der Stil A erinnert an römische Tierornamentik, jedoch in gestreckter, bandförmiger Ausführung, mit verschmalten Tierkopfdarstellungen.
- Der Stil B zeigt S-förmige Gestaltungen. Die zumeist miteinander verflochtenen Tiere haben Krummschnäbel.
- Beim Stil C werden die Tierdarstellungen in ein Flechtbanddekor eingebunden. Auffällig ist die starke Betonung ihrer Schenkelansätze.
- Beim Stil D sind die Tierbilder, in Verbindung mit Flechtbändern, oft paarig angeordnet.
- Stil E ist die jüngste und in der Ausführung der verflochtenen Tierkörper aufwändigste Variante.

Aus dem Vendelstil entwickelten sich die wikingerzeitlichen Stile, wie der Greiftierstil.